# Dick Creith
Dick Creith   (Bushmills, 28 d'agost de 1938) és un ex-pilot de motociclisme nord-irlandès que va participar en el campionat del món des de 1959 fins a 1965.
Va guanyar la cursa de 500cc del Gran Premi de l'Ulster de 1965 i dues vegades la North West 200 d'Irlanda del Nord.